# 河图街道 (保山市)
河图街道，是中华人民共和国云南省保山市隆阳区下辖的一个街道办事处。
2017年1月11日，云南省人民政府批复同意保山市隆阳区部分行政区划调整，撤销河图镇，设立河图街道，行政区域、街道办事处驻地不变。

## 行政区划
河图街道下辖以下地区：
河村、河上村、金竹林村、魏家村、田坝村、青阳村、董官村、打渔村、化美村和官田村。

## 中国传统村落
2013年8月，西街被评为第二批中国传统村落。